# Test de validation
Pour les articles homonymes, voir Validation (homonymie).
Un test de validation est un type de test informatique qui permet de vérifier si toutes les exigences client, décrites dans le document de spécification du logiciel, sont respectées.
Les tests de validation se décomposent généralement en plusieurs phases :
- Validation fonctionnelle : les tests fonctionnels assurent que les différents modules ou composants implémentent correctement les exigences client. Ces tests peuvent être de type valide, invalide, inopportuns, etc. ;
- Validation solution : les tests solution assurent que les exigences client sont respectées d'un point de vue cas d'utilisation (use cases). Généralement, ce sont des tests en volume. Chaque grand cas d'utilisation est validé isolément, puis tous les cas d'utilisation sont validés ensemble. L'intérêt de ces tests est de valider la stabilité d'une solution par rapport aux différents modules qui la composent, en soumettant cette solution à un ensemble d'actions représentatif de ce qui sera fait en production ;
- Validation performance et robustesse : les tests de performance vérifient la conformité de la solution par rapport à ses exigences de performance, alors que les tests de robustesse vont essayer de mettre en évidence des éventuels problèmes de stabilité et de fiabilité dans le temps (fuite mémoire, résistance au pic de charge, augmentation de la volumétrie des données, etc.).

Ces phases de validation peuvent être complétées par des phases de validation plus techniques, consacrées aux tests de haute disponibilité (tests cluster par exemple) et de scalabilité.